# 국가 (노래)

나라별 국가의 음계. 대한민국의 국가인 애국가는 가장조를 음계로 사용하고 있다.

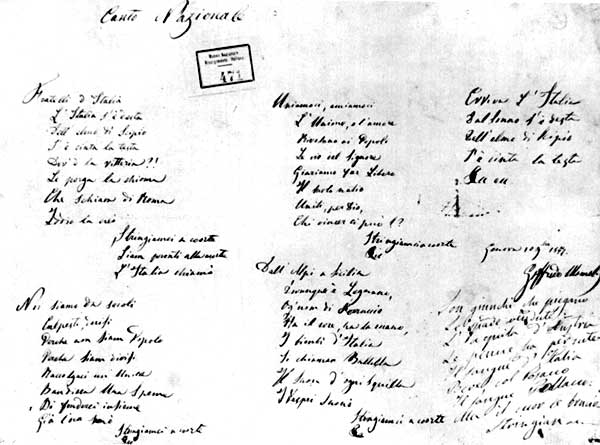
홀로그래피 복사본 1847년의 일 칸토 델리 이탈리아니는 1946년부터 이탈리아의 국가로 채택되어 사용되고 있다.

국가(國歌)는 나라나 국민의 역사와 전통을 상징하고 칭송하는 애국주의적인 악곡이다. 대부분의 국가는 행진곡이나 찬가 형식이다. 아메리카, 중앙아시아, 유럽 국가들은 더 화려하고 오페라적인 곡들을 선호하는 반면, 중동, 오세아니아, 아프리카, 카리브 제도 국가들은 더 단순한 팡파르를 사용한다. 여러 구성 국가로 분리된 일부 국가(예: 영국, 러시아, 소련)는 자체적인 공식 악곡을 가지고 있다. 이 구성 국가들의 노래는 주권국이 아니더라도 때때로 국가로 불리기도 한다.

## 역사
근세에 일부 유럽 군주국은 왕실 국가를 채택했다. 이들 국가 중 일부는 현재까지 사용되고 있다. 1619년에 처음 연주된 "영국의 국가"는 영국과 영연방 왕국의 왕실 국가로 남아 있다. 라 마르차 레알는 1770년 스페인 군주국의 왕실 국가로 채택되었고, 1939년 스페인의 국가로 채택되었다. 덴마크는 왕실 국가인 덴마크의 왕실 국가(1780)와 함께 국가(덴마크의 국가, 1835년 채택)를 유지하고 있다. 1802년에 자롱 황제는 응우옌 왕조를 위해 유럽식의 왕실 국가를 위촉했다.
1830년 7월 혁명 이후 라 마르세예즈가 프랑스의 국가로 다시 지정되면서, 새로 형성된 국가들이 국가를 정의하는 것이 일반화되었다. 특히 스페인령 아메리카 독립 전쟁의 결과로 아르헨티나(1813년), 페루(1821년), 브라질(1831년)뿐만 아니라 벨기에(1830년)에서도 국가가 채택되었다. 따라서 1930년대 이전의 국가 채택은 주로 새로 형성되거나 새로 독립한 국가들에 의해 이루어졌다. 예를 들어 포르투갈 제1공화국(포르투갈의 국가, 1911년), 그리스 왕국("그리스의 국가", 1865년), 필리핀 제1공화국(필리핀의 국가, 1898년), 리투아니아(리투아니아의 국가, 1919년), 바이마르 공화국(독일의 국가, 1922년), 아일랜드(아일랜드의 국가, 1926년), 대레바논("레바논의 국가", 1927년) 등이 있다. 공식적으로 채택된 국가의 관습이 19세기에 인기를 얻었지만, 일부 국가는 이 시기 이전부터 애국가로 존재하다가 국가로 지정되었다.
멜로디와 가사 모두를 포함하는 국가로 정의한다면, 오늘날 사용되는 가장 오래된 국가는 네덜란드의 국가인 네덜란드의 국가이다. 1568년에서 1572년 사이에 네덜란드 독립 전쟁 동안 작곡된 이 곡은 17세기 동안 이미 인기 있는 오랑주주의 찬가였지만, 네덜란드의 국가로 공식 인정받기까지는 1932년까지 걸렸다. 일본의 국가인 기미가요의 가사는 헤이안 시대(794~1185년)의 시에서 따왔기 때문에 네덜란드 국가보다 수 세기 앞서지만, 1880년까지는 음악이 붙지 않았다. 특정 국가의 공식 국가로 지정된 것으로 국가를 정의한다면, 1796년 프랑스 국민공회에서 공식적으로 채택된 프랑스의 국가가 최초의 공식 국가에 해당할 것이다.

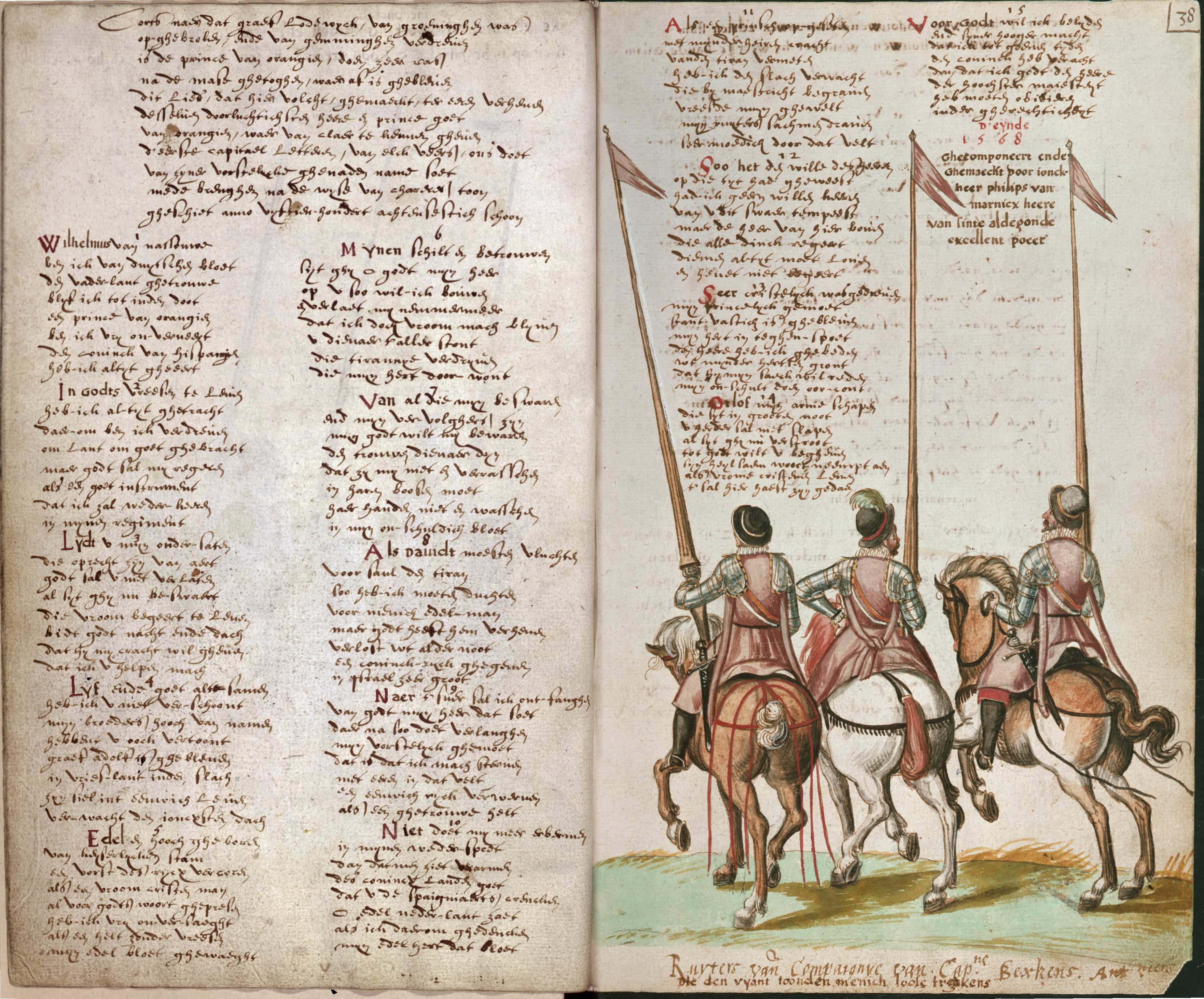
1617년 필사본(브뤼셀, 벨기에 왕립도서관, MS 15662, fol. 37v–38r)에 보존된 "네덜란드의 국가" 초기 버전

이탈리아의 국가는 1847년에 고프레도 마멜리가 작사하고 미켈레 노바로가 작곡했으며, 현재 이탈리아의 국가로 사용되고 있다. 이 노래는 이탈리아 통일과 그 이후 수십 년 동안 매우 인기가 많았다. 그러나 1861년 이탈리아 왕국 선포 이후 "이탈리아의 국가"의 공화주의적이고 자코뱅주의적 함의는 새로운 국가의 군주제 헌법과 조화시키기 어려웠다. 왕국은 대신 사보이아가의 공식 국가인 "왕의 행진곡"을 선택했는데, 이는 1831년 카를로 알베르토 왕의 명령으로 작곡된 것이다. 제2차 세계 대전 이후 이탈리아는 공화국이 되었다. 1946년 10월 12일, "이탈리아의 국가"를 잠정 국가로 선택했다. 이 노래는 이탈리아 공화국의 데 팍토 국가로서 이 역할을 유지했으며, 여러 번의 실패한 시도 끝에 2017년 12월 4일 데 유레 지위를 획득했다.
1920년 올림픽 헌장은 금메달리스트 국가를 연주하는 의식을 도입했다. 이때부터 국가 연주는 국제 스포츠 행사에서 점점 더 인기를 얻게 되었고, 아직 공식적으로 정의된 국가가 없는 국가들에게 국가를 도입하도록 장려하는 계기가 되었다.
미국은 1931년 애국가인 미국의 국가를 국가로 도입했다. 이어서 멕시코(멕시코의 국가, 1854년 작곡, 1943년 채택)와 스위스("스위스의 국가", 1841년 작곡, 1961년부터 데 팍토 사용, 1981년 채택)와 같이 이미 공식 행사에서 데 팍토 사용되던 애국가들을 공식 국가로 채택하려는 움직임을 보였다.
1960년대 탈식민지화 시기에 이르러 새로 독립한 국가들이 공식 국가를 채택하는 것이 일반적인 관행이 되었다. 이들 국가 중 일부는 특별히 위촉되었는데, 예를 들어 케냐의 국가는 1963년에 전담 "케냐 국가 위원회"에 의해 제작되었다.
일부 국가들은 데 유레 공식 국가를 채택하지 않고 있다. 이 경우, 스포츠 행사나 외교 리셉션에서 연주되는 정해진 데 팍토 국가들이 있다. 여기에는 영국(영국의 국가)과 스웨덴(스웨덴의 국가. 스웨덴은 또한 왕실 국가인 스웨덴의 왕실 국가도 가지고 있다)이 포함된다. 1990년대 이후 오랫동안 사용되던 데 팍토 국가를 데 유레 공식 국가로 채택한 국가로는 룩셈부르크(룩셈부르크의 국가, 1993년 채택), 남아프리카 공화국(남아프리카 공화국의 국가, 1997년 채택), 이스라엘(이스라엘의 국가, 1888년 작곡, 1948년부터 데 팍토 사용, 2004년 채택)이 있다.

## 용법
국가는 광범위한 맥락에서 사용된다. 국가 연주에는 특정 예절이 수반될 수 있다. 이는 일반적으로 군사적 경의, 기립, 모자 벗기 등을 포함한다. 외교 상황에서는 규칙이 매우 형식적일 수 있다. 특별한 경우에는 왕실 국가, 대통령 찬가, 국가 (음악) 등이 있을 수도 있다.
국가는 국경일과 축제에 연주되며, 스포츠 행사와도 밀접하게 연결되어 있다. 웨일스는 1905년 뉴질랜드와의 럭비 경기에서 처음으로 이를 채택했다. 그 이후 올림픽과 같은 스포츠 대회에서는 금메달 수상자의 국가가 각 메달 시상식에서 연주된다. 또한 제2차 세계 대전 중 야구에서 채택된 이래로 많은 스포츠 리그에서 경기 전에 연주된다. 두 국가의 팀이 서로 경기할 때는 양국의 국가가 연주되며, 개최국의 국가가 마지막으로 연주된다.
일부 국가에서는 탄자니아처럼 애국심 함양을 위해 매일 등하교 시간에 학생들에게 국가를 연주한다. 다른 국가에서는 연극 전 극장이나 영화 전 영화관에서 국가가 연주될 수 있다. 많은 라디오 및 텔레비전 방송국은 이를 채택하여 아침에 방송을 시작할 때와 밤에 방송을 마칠 때 국가를 연주한다. 예를 들어, 중국의 국가(의용군 진행곡)는 TVB Jade를 포함한 홍콩 지역 텔레비전 방송국에서 저녁 뉴스 방송 전에 연주된다. 콜롬비아에서는 모든 공영 라디오 및 텔레비전 방송국에서 6시와 18시에 콜롬비아의 국가를 연주하는 것이 법으로 정해져 있으며, 태국에서는 "태국의 국가"가 전국적으로 08:00와 18:00에 연주된다(왕실 국가는 대신 방송 시작 및 종료에 사용된다).
또한 인도네시아에서는 2024년 12월 11일부터 프라보워 수비안토 대통령의 지시에 따라 전국 텔레비전 네트워크에서 06:00에 인도네시아의 국가가 연주되며, TVRI는 06:00와 18:00에 두 번 연주하는 유일한 국영 텔레비전이다. 그러나 국가가 해외에서 사용되는 것은 해당 국가의 국제적 인정 여부에 달려 있다. 예를 들어, 대만은 1979년 이후 국제 올림픽 위원회에 의해 별도의 국가로 인정되지 않았으며, 중화 타이베이로 경쟁해야 한다. 이 경우 국가 대신 "National Banner Song"이 사용된다. 대만에서는 국기 게양 및 하강 중이 아닌 전에 국가가 불리며, 실제 국기 게양 및 하강 중에는 "National Banner Song"이 이어서 연주된다. 한 국가 내에서도 시민들은 국가를 다르게 해석할 수 있다(예를 들어, 미국에서는 일부는 미국 국가를 전사자와 경찰에 대한 존경을 나타내는 것으로 보는 반면, 다른 일부는 일반적으로 국가를 기리는 것으로 본다).
서로 다른 국가를 가진 국가들이 단일 팀으로 경쟁할 때 다양한 해결책이 사용될 수 있다. 2018년 동계 올림픽에서 조선민주주의인민공화국과 대한민국이 함께 참가했을 때, 국경 양쪽에서 사랑받고 한국 전체의 상징으로 여겨지는 민요 "아리랑"이 어느 한 국가의 국가 대신 사용되었다.

## 작곡가

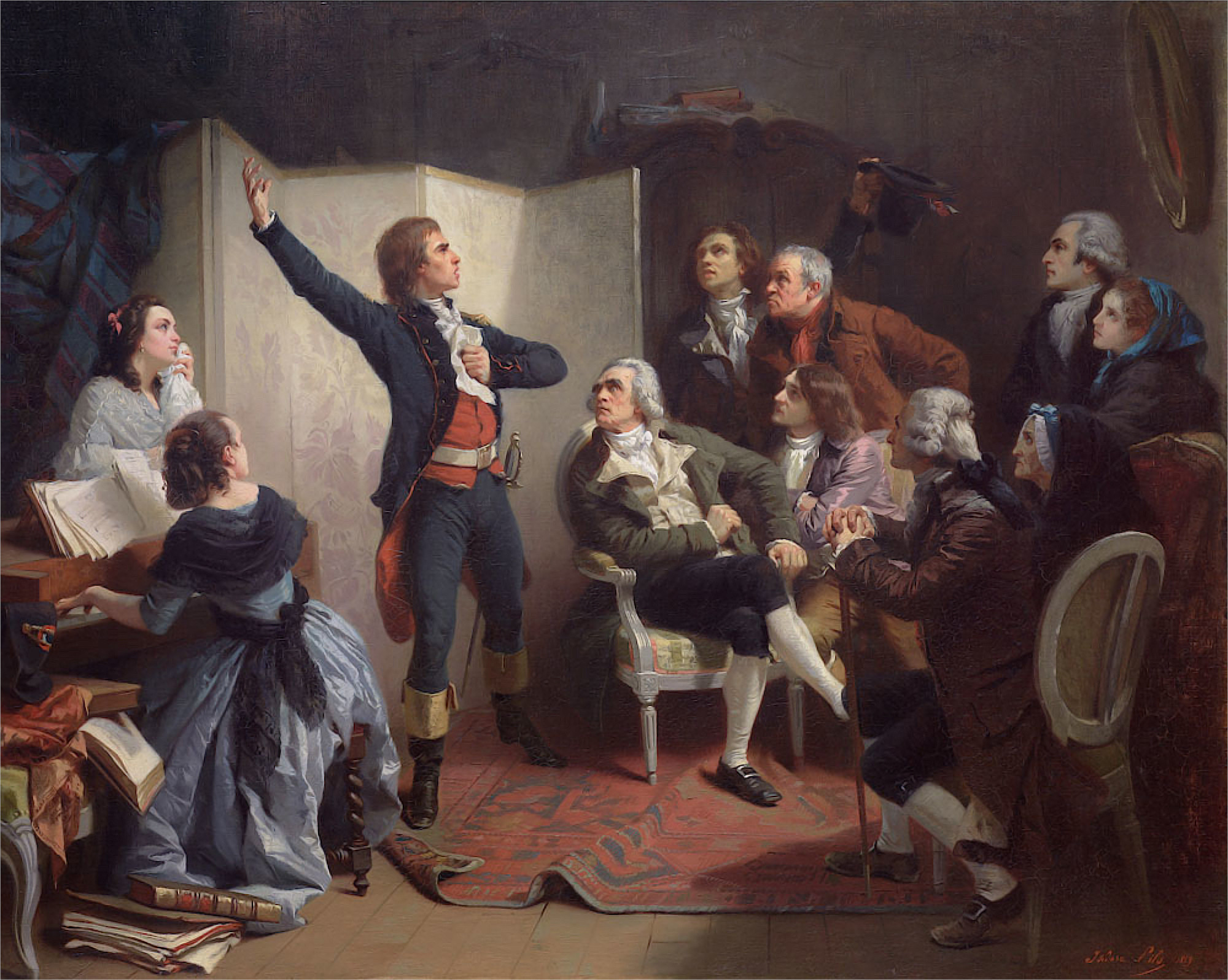
루제 드 릴이 "라 마르세예즈"를 처음 연주하는 모습

가장 잘 알려진 국가들 대부분은 클로드 조제프 루제 드 릴(라 마르세예즈 작곡가)이나 존 스태퍼드 스미스(미국 국가 "미국의 국가"의 멜로디가 된 "The Anacreontic Song"의 멜로디를 작곡)와 같이 거의 알려지지 않거나 무명 작곡가에 의해 작곡되었다. 세계에서 가장 오래되고 잘 알려진 국가 중 하나인 "영국의 국가"의 작사가는 알려지지 않았으며 논란의 여지가 있다.
세계적으로 유명한 작곡가가 국가를 작곡한 경우는 매우 드물다. 예외로는 국가 "독일의 국가"의 멜로디를 요제프 하이든이 작곡한 독일과, 국가 "Land der Berge, Land am Strome"가 때때로 볼프강 아마데우스 모차르트의 작품으로 알려진 오스트리아가 있다. 바티칸 시국의 국가인 "바티칸 시국의 국가"는 1869년 교황 비오 9세의 골든 주빌리를 위해 샤를 구노가 작곡했다. 아르메니아가 소련의 지배를 받을 때, 국가인 "아르메니아 소비에트 사회주의 공화국의 국가"는 아람 하차투리안의 멜로디를 사용했다.
독립 당시 말라야 연방의 국가를 선택하는 임무를 맡은 위원회는 벤저민 브리튼, 윌리엄 월튼, 잔 카를로 메노티, 그리고 나중에 싱가포르의 국가 "싱가포르의 국가"를 작곡한 주비르 사이드를 포함하여 국제적으로 유명한 작곡가들에게 작품 제출을 요청하기로 결정했다. 이 중 적합한 작품은 없었다. 최종적으로 선택된 멜로디는 (지금도 그렇지만) 페락주의 국가였는데, 이 멜로디는 작사가 피에르 장 드 베랑제가 작곡한 인기 프랑스 멜로디 "La Rosalie"에서 따온 것이었다.
일부 국가의 가사는 노벨 문학상 수상자가 썼다. 최초의 아시아 수상자인 라빈드라나트 타고르는 "인도의 국가"(원곡 "Bharoto Bhagyo Bidhata"의 첫 번째 스탠자)와 "방글라데시의 국가"의 가사와 음악을 썼는데, 이 두 곡은 각각 인도와 방글라데시의 국가로 채택되었다. 두 곡 모두 원래 벵골어로 작곡되었다. 타고르는 두 국가의 국가를 작곡한 유일한 인물이다. 스리랑카의 국가인 "스리랑카의 국가"도 라빈드라나트 타고르의 직접적인 영향을 받았다. 타고르가 직접 국가를 작곡하지는 않았지만, 그의 학생인 아난다 사마라쿤이 음악과 가사를 쓰고 싱할라어로 번역하도록 영감을 주었다. 타고르는 원래 1938년에 벵골어로 노래를 작곡하고 선율을 만들었다. 비에른스티에르네 비에른손은 노르웨이 국가 "노르웨이의 국가"의 가사를 썼다.
다른 나라들은 지역에서 중요한 인물들이 국가를 작곡했다. 콜롬비아의 경우 국가의 가사를 전직 대통령이자 시인인 라파엘 누녜스가 썼는데, 그는 콜롬비아의 첫 헌법을 쓴 사람이기도 하다. 몰타의 경우는 이미 국민 시인인 던 카름 프사일라가 썼다. 이와 유사한 경우로 라이베리아는 세 번째 대통령인 대니얼 베시얼 워너가 국가인 라이베리아의 국가를 썼다.

## 언어
국가는 가사가 있는 경우(대부분 그렇듯이) 해당 국가의 국어 또는 가장 흔한 언어(사실상 또는 공용어)로 되어 있는 경우가 많지만, 주목할 만한 예외도 있다. 가장 일반적으로, 하나 이상의 국어를 가진 국가들은 국가의 여러 버전을 제공할 수 있다. 예를 들어:
- 스위스의 국가인 "스위스의 국가"는 국가의 네 가지 공용어(프랑스어, 독일어, 이탈리아어, 로만슈어) 각각에 대해 다른 가사를 가지고 있다.
- 캐나다의 국가인 "캐나다의 국가"는 영어와 프랑스어로 공식 가사를 가지고 있으며 서로 번역된 것이 아니며, 국가의 이중 언어적 특성을 나타내기 위해 여러 스탠자를 혼합하여 자주 불린다. 이 곡 자체는 원래 프랑스어로 작곡되었다.
- 스코틀랜드의 비공식 국가인 "스코틀랜드의 꽃"은 스코트어로 쓰여지고 말하는 일부 단어를 포함한다[15]
- 아일랜드의 국가인 "아일랜드의 국가"는 원래 영어로 쓰여지고 채택되었지만, 공식적으로 채택된 적은 없는 아일랜드어 번역본이 오늘날 거의 항상 불린다. 비록 아일랜드 인구의 10.5%만이 아일랜드어를 모국어로 사용함에도 불구하고 말이다.[16]
- 현재 남아프리카 공화국의 국가는 국가의 11개 공용어 중 5개가 같은 국가에서 사용된다는 점에서 독특하다(첫 스탠자는 두 언어로 나뉘고, 나머지 세 스탠자는 각각 다른 언어로 되어 있다). 이 국가는 두 곡을 결합하고 가사를 수정하고 새로운 가사를 추가하여 만들어졌다.
- 구 체코슬로바키아는 두 지역의 국가를 합쳤다. 첫 번째 스탠자는 체코 국가인 "체코의 국가"의 첫 번째 스탠자로 구성되고, 두 번째 스탠자는 슬로바키아 국가인 "슬로바키아의 국가"의 첫 번째 스탠자로 구성된다.
- 뉴질랜드의 두 공식 국가 중 하나인 "신이시여 뉴질랜드를 지켜주소서"는 이제 일반적으로 첫 구절은 마오리어("Aotearoa")로, 두 번째 구절은 영어("God Defend New Zealand")로 불린다. 멜로디는 같지만 가사는 서로 직접적인 번역이 아니다.
- "피지의 국가"는 영어와 피지어로 가사를 가지고 있으며 서로 번역된 것이 아니다. 공식적이지만 피지어 버전은 거의 불리지 않으며, 국제 스포츠 행사에서는 주로 영어 버전이 연주된다.
- 싱가포르는 네 가지 공용어를 가지고 있으며 영어는 현재의 링구아 프랑카이지만, 국가인 "싱가포르의 국가"는 말레이어로 되어 있으며, 법적으로 원본 말레이어 가사로만 부를 수 있다. 이는 싱가포르 공화국 헌법 제13부에서 "국어는 말레이어이며 로마자여야 한다"고 선언하고 있기 때문이다.
- 일부 국가에는 국가의 공식 가사가 없다. 이 중 하나는 스페인의 국가인 "스페인의 국가"이다. 원래 가사가 있었지만, 프란시스코 프랑코 독재가 끝난 후 1980년대 초 정부 변화 이후 가사는 중단되었다. 2007년에는 가사를 쓰기 위한 전국 공모전이 열렸지만, 어떤 가사도 선택되지 않았다.[17] 가사가 없는 다른 국가로는 산마리노의 국가인 "Inno Nazionale della Repubblica", 보스니아 헤르체고비나의 국가, 1990년부터 2000년까지의 러시아 국가, "유럽가"라는 제목의 코소보 국가가 있다.
- 인도의 국가인 "인도의 국가"는 벵골어로 공식 가사를 가지고 있다. 이 가사는 라빈드라나트 타고르가 쓴 시에서 채택되었으며, 타고르는 음악도 작곡했다.
- 웨일스의 가장 흔한 언어가 영어임에도 불구하고, 웨일스의 비공식 국가인 "웨일스의 국가"는 웨일스어로 불린다.
- 핀란드의 비공식 국가인 "핀란드의 국가"는 처음에는 스웨덴어로 쓰여졌고 나중에 핀란드어로 번역되었다. 현재는 핀란드에 약 5%의 스웨덴어 사용자 소수가 있기 때문에 두 언어로 모두 불린다. 에스토니아의 국가인 "에스토니아의 국가"는 "핀란드의 국가"와 유사한 멜로디를 가지고 있지만, 가사만 다르고 각 스탠자의 두 번째 절을 반복하지 않는다. 핀란디아는 핀란드의 공식 국가로 반복적으로 제안되었다.[18]
- 파키스탄의 국가인 "파키스탄의 국가"는 유일하게 한 단어를 제외하고는 전체가 페르시아어로 되어 있으며, 그 한 단어는 국어인 우르두어이다.

## 같이 보기
- 왕실 국가: 군주 또는 군주의 대표자를 위한 국가로, 종종 국가 외에 존재하거나 그 자체가 국가인 경우도 있다.
- 지구 찬가 (비공식): 지구 행성을 숭고한 역할로 표현하는 모든 노래 또는 음악
- 국가 목록
- 군가
- 옛 국가 목록
- 지역 국가 목록

## 내용주
1. ↑  웨일스의 애국가인 웨일스의 국가는 1905년 흘라네흘리에서 럭비 경기 중 뉴질랜드와의 경기에서 불렸고, 이 사건 이후 "웨일스의 비공식 국가"로 여겨지게 되었다.